# Quiina yatuensis
Quiina yatuensis är en tvåhjärtbladig växtart som beskrevs av J. Schneider och G. Zizka. Quiina yatuensis ingår i släktet Quiina och familjen Ochnaceae. Inga underarter finns listade i Catalogue of Life.